# تومي برايس
تومي برايس (بالإنجليزية: Tommy Bryce)‏ هو مدرب كرة قدم ولاعب كرة قدم بريطاني، ولد في 27 يناير 1960 في جونستون ‏ في المملكة المتحدة. لعب مع كوين أوف ساوث ونادي آير يونايتد ونادي بارتيك ثيسل ونادي كيلمارنوك.

## وصلات خارجية
- تومي برايس على موقع Soccerbase.com (لاعب) (الإنجليزية)